# Aimorés
Os aimorés, aimbirés, aimborés ou botocudos eram uma etnia indígena brasileira que habitava o sul da Bahia, o norte do Espírito Santo e Minas Gerais nos séculos XVI e XVII. Ao contrário da maioria dos povos indígenas que habitavam o litoral brasileiro no século XVI, não falavam a língua tupi. Eram em número de 30.000.
Nômades, se abrigavam em cabanas temporárias cobertas com folhas de palmeiras. Sobreviviam principalmente da caça e do consumo de carne humana. O escritor português Pero de Magalhães de Gândavo assim os descreveu em seu livro "Tratado da terra do Brasil- História da Província de Santa Cruz", de 1576:
| “ | Chamam-se Aymorés, a língua deles é diferente dos outros indios, ninguém os entende, são eles tão altos e tão largos de corpo que quase parecem gigantes; são muito altos, não parecem com outros índios da Terra. | ” |

## Etimologia
"Aimoré" é um termo tupi que designa uma espécie de macaco. Porém o padre José de Anchieta afirmou que o termo surgiu de guaymuré "indivíduo de nação diferente, aquele que é povo diferente"

## História
Assim como outras tribos tapuias, os Aimorés haviam sido expulsos do litoral pelos tupis pouco antes da chegada dos portugueses à região no século XVI, mas, a partir da década de 1550, tentaram retomar ao seu território.
Com os constantes ataques aos colonos portugueses e seus escravos índios, os Aimorés foram os responsáveis pelos fracassos das capitanias de Ilhéus, Porto Seguro e Espírito Santo. Só foram vencidos no início do século XX.
Sobrevivem até hoje sob a forma da etnia contemporânea dos crenaques.